# Tanganica en los Juegos Olímpicos de Tokio 1964
Tanganica (actualmente Tanzania) estuvo representada en los Juegos Olímpicos de Tokio 1964 por cuatro deportistas masculinos que compitieron en atletismo.
El equipo olímpico no obtuvo ninguna medalla en estos Juegos.